# Цизе, Герд
Герд Фридрих Хорст Цизе (нем. Gerd Friedrich Horst Zeise; 6 сентября 1952, ФРГ) — немецкий футбольный тренер.

## Биография
На родине работал с молодёжными командами Берлинского футбольного союза (нем. Berliner Fußball-Verband). В двухтысячные немецкий специалист переехал на азиатский континент. Там он работал с командами из Вьетнама и Мальдив. В 2015 году после четырёх лет работы с юниорской сборной Мьянмы, Цизе возглавил главную национальную команду этой страны, сменив у её руля серба Радойко Аврамовича. Под руководством немца Мьянма в 2016 году впервые в своей истории попала в призы на Чемпионате АСЕАН по футболу.

## Достижения

### Международные
- Бронзовый призёр Чемпионата АСЕАН (1): 2016.

### Национальные
- Обладатель Кубка Мальдив (1): 2007.
- Обладатель Президентского Кубка Мальдив (1): 2007.
- Обладатель Суперкубка Мальдив (1): 2007.
- Серебряный призёр Чемпионата Мальдив (1): 2007.